# Château de Lascroux
Le château de Lascroux (ou château Lascroux ou encore Las Croux) est un château situé à Cromac, en France.

## Localisation
Le château est situé dans le département français de la Haute-Vienne, sur la commune de Cromac.

## Historique
Le château est bâti en 1860 dans les ruines du château-fort, sur un impressionnant éperon rocheux, surplombant à pic la vallée de la Benaize, rivière torrentielle.
Côté nord, un parc paysagé a été dessiné, dès 1893, par le paysagiste limougeaud Nivet.
Le château et le parc sont inscrits au titre des monuments historiques le 30 novembre 2000.